# Amastus morenoi
Amastus morenoi là một loài bướm đêm thuộc phân họ Arctiinae, họ Erebidae.